# Pork pie (gastronomia)
La pork pie è una torta salata a base di carne di maiale (un pasticcio) e da servire a temperatura ambiente tipica della cucina inglese.

## Storia
Le odierne pork pie sono dirette discendenti dei pasticci di carne da allevamento della cucina medievale, che usavano una densa pasta frolla e dell'acqua calda che serviva a preservare la farcia di carne più a lungo. Nella maggior parte dei casi, le torte di carne venivano addolcite con la frutta e non ne veniva consumata la sfoglia. Una delle più elaborate preparazioni di pork pie, la cui ricetta sia stata pubblicata nel medioevo, è quella apparsa in The Forme of Cury (ca. 1390), che presentava una merlatura nella crosta, un ripieno con creme dolci e una cottura flambé. 
Qualcuno ha affermato che da tale piatto discenderebbe la cosiddetta battallia pie inglese, che fu consumata almeno fino al diciottesimo secolo. L'influente The Art of Cookery Made Plain and Easy del 1747 di Hannah Glasse  riportava la ricetta della "Cheshire pork pie", con lonza di maiale, mele, zucchero e mezza pinta di vino bianco. Durante il diciannovesimo secolo, le torte salate con carne e frutta divennero sempre più desuete fino a scomparire quasi del tutto darne tavole e oggi vengono più comunemente consumate senza frutti o altri dolcificanti. Dalla pork pie prende il nome un noto cappello, divenuto popolare nel Regno Unito e negli Stati Uniti d'America.

## Preparazione
La pork pie viene preparata macinando e impastando grossolanamente la carne con il grasso del maiale; tale ripieno viene successivamente posto sopra una sfoglia salata. In genere, le pork pie vengono cotte in apposite teglie o stampi da cucina. Alcune ricette tradizionali prevedono che, durante la cottura, venga aggiunto del brodo di maiale o del burro chiarificato che, colmando l'aria, permetterebbero una più lunga conservazione del pasticcio di carne. I produttori di pork pie odierni aggiungono nelle loro torte di carne una soluzione contenente il 6% di gelatina animale, la cui temperatura oscilla fra gli 80 e i 90 gradi Celsius, alla fine della cottura.

## Varianti

### Melton Mowbray pork pie

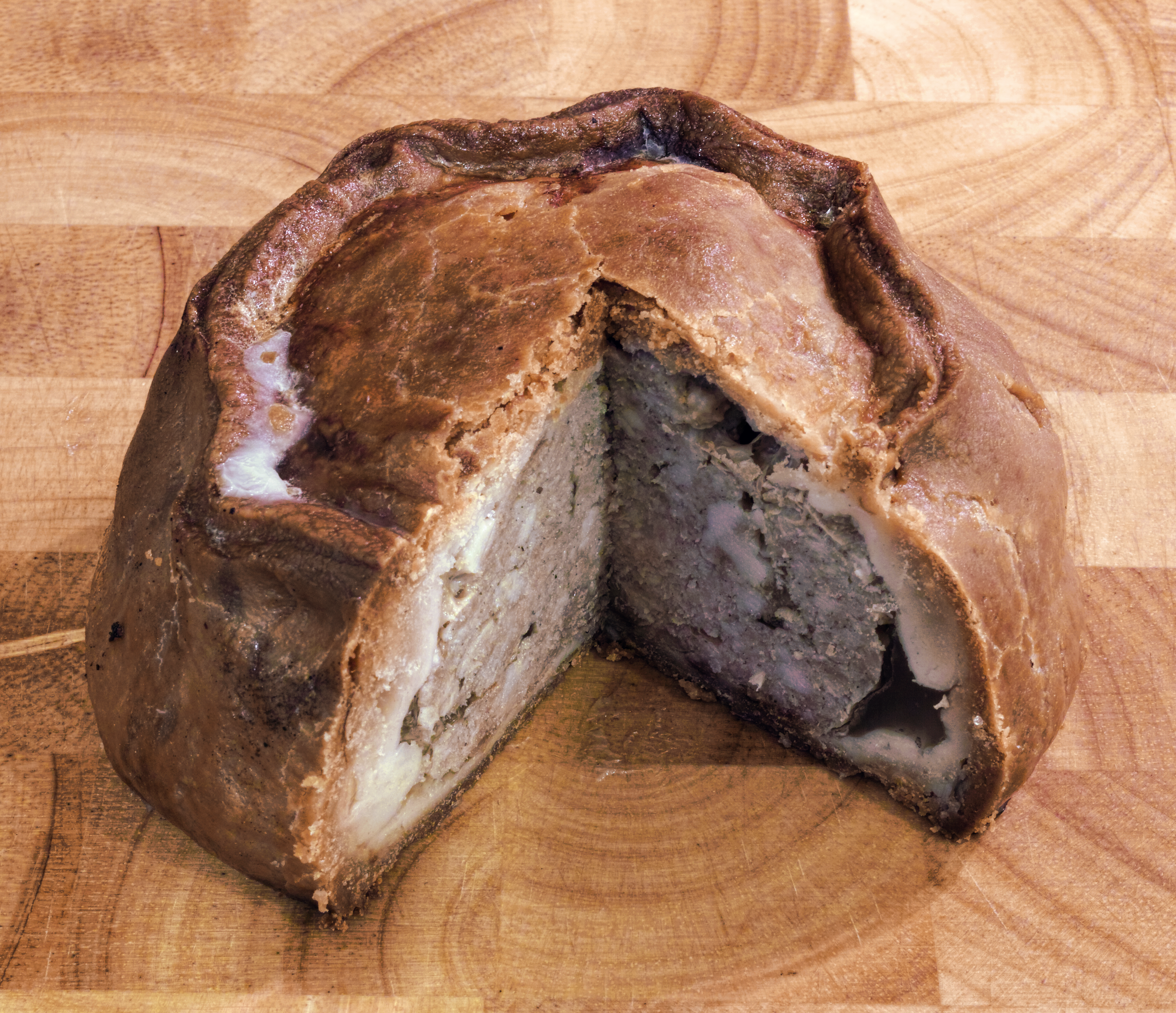
Melton Mowbray pork pie

La Melton Mowbray pork pie è una variante tipica della pork pie dell'omonima città del Leicestershire (Inghilterra) che, secondo le fonti, ebbe origine intorno al 1831 da parte di un fornaio locale (secondo altri fu invece inventata verso la fine del XVIII secolo). La Melton Mowbray pork pie differisce dalla più nota pork pie in quanto la crosta di sfoglia esterna viene modellata a mano e non con l'ausilio di uno stampo, i bordi del piatto vengono piegati verso l'esterno e il ripieno di carne ha una colorazione più tendente al colore grigio. Oggi la pork pie di Melton Mombray è designata fra i prodotti di Denominazione di origine protetta.

### Altre varianti

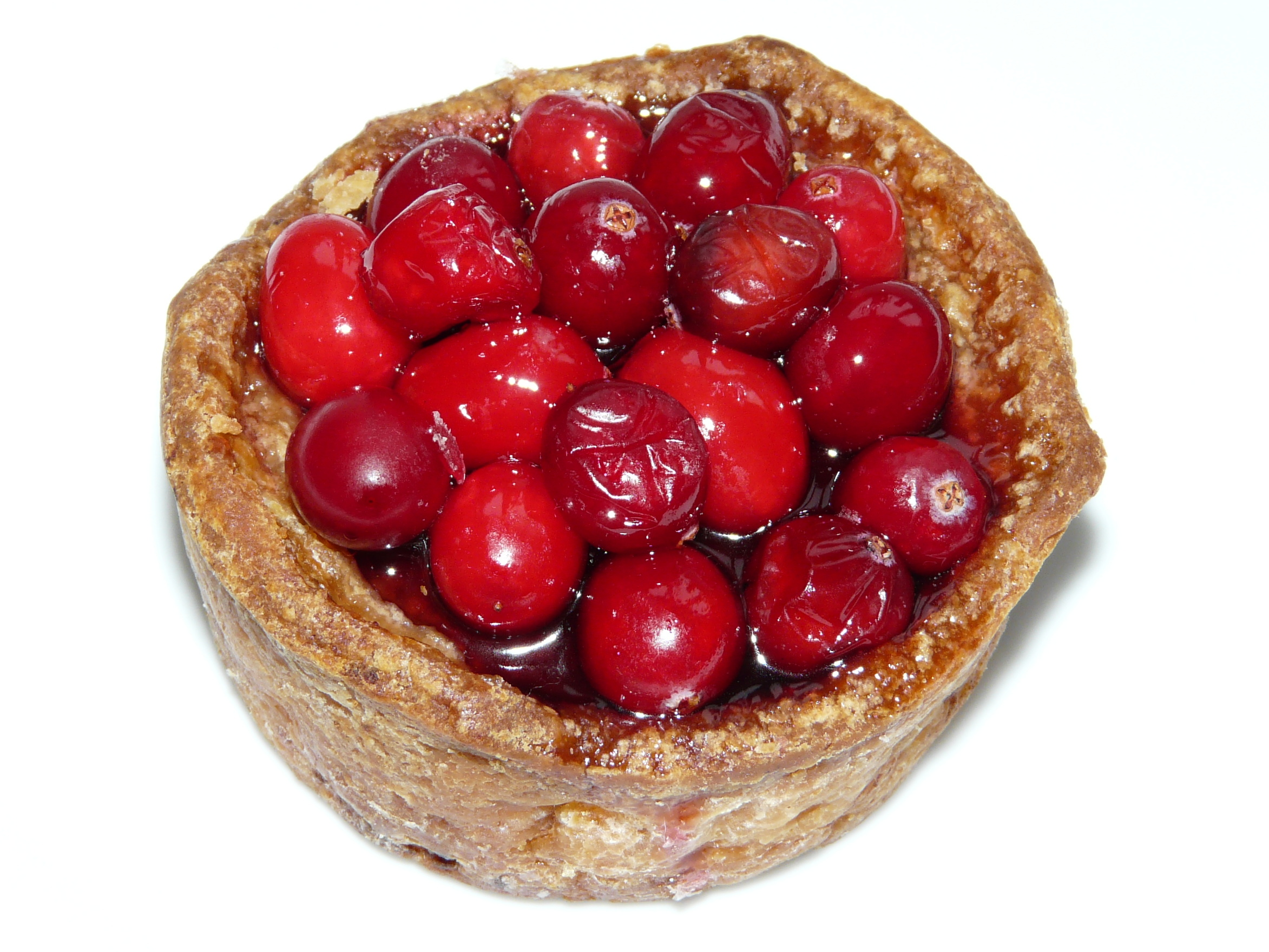
Picnic pie

Le cosiddette Yorkshire pork pie vengono servite calde con la salsa gravy o piselli schiacciati e salsa alla menta. Un'altra variante degna di nota della celebre pork pie è la gala pie, uno sformato con carne di pollo e uova sode. Esistono inoltre le picnic pie, più piccole delle tipiche pork pie e contenenti frutti, sottaceti o pancetta.